# Autobau-Genossenschaft
Die Autobau-Genossenschaft war ein Schweizer Hersteller von Automobilen.

## Unternehmensgeschichte
Einige ehemalige Mitarbeiter der Auto Union AG gründeten 1947 das Unternehmen in Zürich. Ziel war die Lieferung von Ersatzteilen für ältere DKW-Modelle. 1948 wurde einige komplette Fahrzeuge montiert. Der Markenname lautete Audax. Ende 1948 endete die Produktion. Das Unternehmen wurde aufgelöst.

## Fahrzeuge
Das Unternehmen stellte einige Fahrzeuge des Typs DKW F 8 her.